# 121315 Mikelentz
121315 Mikelentz este o planetă minoră (asteroid) din centura de asteroizi. A fost descoperită pe 4 septembrie 1999 la Catalina Station⁠(d) de Catalina Sky Survey. 
Obiectul prezintă o orbită caracterizată de o semiaxă mare de 2,6978170602152 UAi, o excentricitate de 0,2, o înclinație de 2,9 ° în raport cu ecliptica.